# Glaucis
Glaucis é um género de beija-flor da família Trochilidae.
Este género contém as seguintes espécies:
- Glaucis aeneus (ou Glaucis aenea)  Lawrence, 1868 -  Eremita-bronze, Balança-rabo-bronzeado
- Glaucis dohrnii (Bourcier e Mulsant, 1852) - Balança-rabo-canela
- Glaucis hirsutus (Gmelin, 1788) - Balança-rabo-de-bico-torto

Outras informações sobre o gênero Glaucis:
- Distribuição: Essas aves são encontradas em áreas de florestas tropicais e subtropicais, desde o sul do México até o norte da América do Sul, como na Colômbia e na Venezuela.
- Alimentação: Assim como outros beija-flores, os membros do gênero Glaucis se alimentam de néctar e pequenos insetos, usando seu bico longo e fino para alcançar as flores. A sua alimentação requer um alto gasto energético devido ao rápido metabolismo e ao voo constante.
- Comportamento: O voo dessas aves é caracterizado pelo movimento de bater as asas rapidamente, permitindo que elas flutuem ou "parem no ar". Além disso, essas aves são bastante territoriais, especialmente durante a estação de reprodução.

Essas espécies são de grande interesse para observadores de aves e cientistas devido à sua adaptação e especialização no voo e na alimentação. O gênero Glaucis também é estudado dentro da ecologia comportamental para entender melhor as interações entre essas aves e as flores que polinizam.